# Fillo
Antonio Ortega Heredia, conocido como Fillo, fue un cantaor flamenco gitano de San Fernando (Cádiz).
Nació en el año 1806 y falleció en Sevilla en 1854. El Fillo influyó en la definición del cante de Triana. Por lo que sabemos El Fillo fue cantaor portentoso por muchos estilos, y como siguiriyero marcó época. La voz del Fillo era bronca y áspera, de tal forma que esas características han quedado en el flamenco para denominar un tipo de voz con el nombre de "afillá". Su sobrino fue el también cantaor Tomás el Nitri (1838-1877).
El Fillo, fue el maestro de todos los que han podido seguir este arte del cante gitano andaluz y flamenco.  Tenía dos hermanos llamados Francisco de Paula y Juan de Dios (apodados Curro Pabla y Juan Encueros), también cantaores y tíos de un cantaor gitano que fue bastante famoso, Tomás El Nitri. Recientemente el escritor sevillano Luis Vázquez Morilla ha acreditado el asesinato de uno de los hermanos del Fillo, Curro Pabla. Así quedó en la historia esta letra por siguiriyas del Fillo que dice así:

Mataste a mi hermano,
no te he perdoná.
Tú le has matao liaíto en su capa,
sin jaserte ná.

El Fillo fue el gran patriarca del cante gitano andaluz y gran maestro de todos, dominando todos los cantes puramente gitanos, dándolos a conocer por los puertos de Cádiz, Jerez de la Frontera y gran parte de la provincia de Sevilla. De esta forma empezó la época evolutiva de estos cantes y bailes gitanos.
Así surgieron en Triana los hermanos Pelaos, la casa de los Caganchos, Frasco el Colorao y otros muchos que se ocuparon de mantener la pureza del cante. Ya fuera de Triana, se fue desarrollando una auténtica escuela de cante, de la que aprendería su hijo, Francisco Ortega Vargas. 
Francisco Ortega Vargas, también conocido como Fillo Chico o Fillo hijo, nació en 1831 en El Puerto de Santa María y falleció en Triana en 1878. Se casó con la rondeña María Amaya, conocida como La Andonda. Ambos, según Vázquez Morilla, vivieron muchos años en Málaga, Morón y Triana. 
Al lado del Fillo surgió un cantaor no gitano llamado Silverio Franconetti, de antecedentes italianos que fue el primero que cantó los cantes gitanos, aprendidos en las viejas fraguas gitanas, mayormente animado por el Fillo.
Describiendo una escena Sevillana, Gustavo Adolfo Bécquer nombra al Fillo: 

"Sólo, lejos, se oyen, el ruido lento y acompasado de las palmas
y una sola voz quejumbrosa y doliente que entona las coplas tristes o
las Siguiriyas del Fillo".